# Jüdischer Friedhof Klosterneuburg
Der Jüdische Friedhof Klosterneuburg ist ein jüdischer Friedhof in der Stadt Klosterneuburg in Niederösterreich.

## Anlage
Der Jüdische Friedhof Klosterneuburg befindet sich an der Adresse Holzgasse 67 auf einem ansteigenden Gelände. Er ist von einer Mauer umgeben. Er weist rund 650 Gräber auf und wird weiterhin belegt.
Die Grundeigentümerin des Friedhofs ist die Israelitische Kultusgemeinde Wien. Er steht mit Ausnahme des Friedhofswärterhauses unter Denkmalschutz.

## Geschichte
Vor der Errichtung des Friedhofs wurden die jüdischen Toten Klosterneuburgs auf dem Jüdischen Friedhof Währing bestattet. Im Jahr 1873 starben zwei Klosterneuburger Juden an der Cholera. Ihre Leichen durften nicht nach Währing gebracht werden. Dies war der Anlass, dass der Klosterneuburger Bethausverein einen eigenen Friedhof anlegen ließ, der 1874 eröffnet wurde. Die Rückzahlung der für die Errichtung aufgenommenen Schulden dauerte einige Jahre. Der Klosterneuburger Bethausverein ging 1902 in der Israelitischen Kultusgemeinde Tulln-Klosterneuburg auf. Seine ehemaligen Mitglieder gründeten eine Chewra Kadischa in Klosterneuburg, die Eigentümerin des Friedhofs wurde. Das Areal wurde 1906 erweitert und 1911 wurde eine Garage für den Leichenwagen erbaut.
Die jüdische Bevölkerung wurde großteils in der Shoah ermordet oder vertrieben. Nach 1945 war der Friedhof dem Verfall preisgegeben. Die Israelitische Kultusgemeinde Wien konnte als neue Eigentümerin vieler Friedhöfe die Mittel zur Erhaltung nicht aufbringen. In Erinnerung an den Wiener Shoah-Überlebenden Walter Lauber, der sich für jüdische Kultur engagiert hatte, wurde 2007 ein Komitee zur Erhaltung des Jüdischen Friedhofs Klosterneuburg gegründet. Noch im selben Jahr wurden mit dem Abriss der alten Zeremonienhalle die Restaurierungsarbeiten begonnen. Die beiden ursprünglich an der Zeremonienhalle angebrachten Davidsterne erhielten 2010 einen neuen Platz an der Friedhofsmauer, die von 2008 bis 2009 einschließlich der Gittertore restauriert beziehungsweise neu errichtet worden war. Bis 2012 wurden die Gräber saniert. Das Komitee organisierte die Bereitstellung der finanziellen Mittel und ehrenamtlichen Leistungen. Zu den größten Geldgebern zählte das Stift Klosterneuburg.

## Bekannte hier bestattete Persönlichkeiten
| Name         | Lebensdaten | Tätigkeit  |
| ------------ | ----------- | ---------- |
| Gisela Weiss | 1891–1975   | Astronomin |